# Mark Seitz
Mark Joseph Seitz (ur. 10 stycznia 1954 w Milwaukee, Wisconsin) – amerykański duchowny katolicki, biskup El Paso od 2013.

## Życiorys
Święcenia kapłańskie otrzymał 17 maja 1980. Udzielił ich bp Thomas Ambrose Tschoepe. Służył duszpastersko na terenie diecezji Dallas, był także m.in. ojcem duchownym i wicerektorem seminarium w Dallas, a także instruktorem w miejscowym Instytucie Chrystusa Sługi.
11 marca 2010 mianowany biskupem pomocniczym Dallas ze stolicą tytularną Cozyla. Sakry udzielił mu bp Kevin Farrell. Po sakrze objął funkcję wikariusza generalnego diecezji.
6 maja 2013 papież Franciszek mianował go ordynariuszem wakującej półtora roku diecezji z siedzibą w El Paso. Ingres odbył się 9 lipca 2013.